# Holly Norton

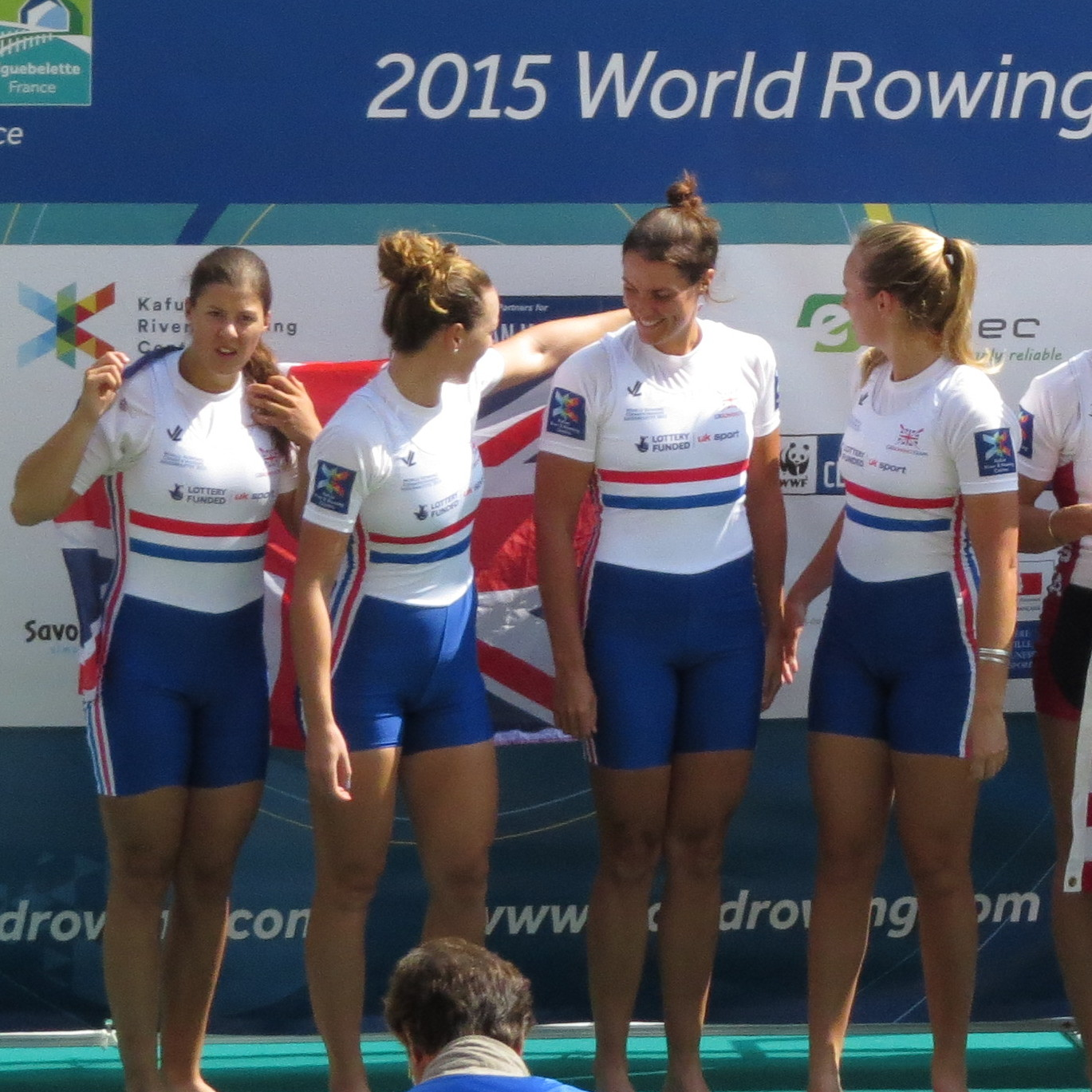
Siegerehrung WM 2015: Silber für Rebecca Chin, Karen Bennett, Lucinda Gooderham, Holly Norton (von links nach rechts)

Holly Norton (* 1. Januar 1993 in Südafrika) ist eine britische Ruderin.

## Sportliche Karriere
Holly Norton begann in Südafrika mit dem Rudersport. Bei den Junioren-Weltmeisterschaften 2011 belegte sie zusammen mit Catherine Tayler den achten Platz im Zweier ohne Steuerfrau. 
Vier Jahre später trat sie für das Vereinigte Königreich an. Zusammen mit Rowan McKellar gewann sie die Silbermedaille bei den U23-Weltmeisterschaften. Anderthalb Monate nach den U23-Weltmeisterschaften startete Norton auch bei den Weltmeisterschaften 2015 auf dem Lac d’Aiguebelette. Zusammen mit Rebecca Chin, Karen Bennett, Lucinda Gooderham gewann sie die Silbermedaille im Vierer ohne Steuerfrau hinter dem Boot aus den Vereinigten Staaten. 2016 bestand der britische Vierer aus Fiona Gammond, Donna Etiebet, Holly Nixon und Holly Norton. Bei den Weltmeisterschaften in Rotterdam siegten die Britinnen vor dem US-Vierer.
2017 bildeten Karen Bennett und Holly Norton einen Zweier ohne Steuerfrau. Die beiden gewannen die Bronzemedaille bei den Europameisterschaften auf dem Ruderkanal Račice hinter den Booten aus Rumänien und aus Dänemark. Bei den Weltmeisterschaften in Sarasota gehörten beide zum britischen Achter, der den fünften Platz belegte mit fast drei Sekunden Rückstand auf Silber und Bronze. 2018 trat Holly Norton im Ruder-Weltcup sowohl im Vierer als auch im Achter an. Bei den Europameisterschaften in Glasgow gewann sie die Silbermedaille im Achter hinter den Rumäninnen. Bei den Weltmeisterschaften in Plowdiw belegte sie mit dem Achter den sechsten Platz. 2019 bei den Europameisterschaften in Luzern siegten wie im Vorjahr die Rumäninnen vor den Britinnen. Bei den Weltmeisterschaften in Linz/Ottensheim siegten die Boote aus Übersee. Hinter Neuseeland, Australien, USA und Kanada erreichten die Britinnen den fünften Platz vor den Rumäninnen. Mit dem fünften Platz verbunden war auch die direkte Qualifikation für die Olympischen Spiele.
Die 1,82 m große Holly Norton studierte Psychologie an der Ohio State University. Sie gehört dem Leander Club an.